# قرشاشب الثاني
قرشاشب الثاني (بالفارسية: گرشاسپ)، كان آخر أمير كاكوي فارسي على يزد وأبرقوه. وهو ابن علي بن فرامرز.

## سيرته
بعد وفاة والده علي بن فرامرز عام 1095 في معركة قرب الري، خلفه قرشاشب الثاني رئيسًا لعائلة الكاكويين، حيث أصبح شخصية مكرّمة في بلاط السلاجقة. في بداية القرن الثاني عشر، حظي برعاية السلطان محمد بن ملكشاه، لكن في عام 1118، عندما اعتلى ابنه محمود بن محمد بن ملكشاه العرش، وقع قرشاشب في العار؛ إذ انتشرت شائعات عنه في البلاط أفقدته الثقة، مما دفع محمود لإرسال قوة عسكرية إلى يزد، حيث أُلقي القبض عليه وسُجن في ولاية الجبال، بينما مُنحت يزد للساقي الملكي. لكن قرشاشب تمكن من الفرار والعودة إلى يزد، حيث طلب الحماية من أحمد سنجر (وكانت زوجة قرشاشب شقيقة أحمد).
حث قرشاشب أحمد على غزو أراضي محمود الثاني السلجوقي في وسط فارس، وقدم له معلومات عن طرق التقدم العسكري وأساليب مواجهة محمود الثاني. فوافق أحمد وتقدم بجيش نحو الغرب عام 1119، حيث هزم محمود الثاني في ساوة بمساعدة خمسة ملوك، وهم قرشاشب نفسه، وأمير سجستان، وخوارزمشاه، إلى جانب ملكين آخرين لم تُذكر أسماؤهما. بعد الانتصار، أعاد أحمد سنجر أراضي قرشاشب الثاني إليه.
عاد قرشاشب بعد ذلك إلى يزد حيث اختفى ذكره في المصادر التاريخية، لكن هناك إشارة إلى مشاركته في معركة قطوان ضد القراخطائيون، حيث يُقال إنه قُتل هناك، مما أنهى السلالة الكاكويين. غير أن أحفاده استمروا في الحكم بوصفهم أتابكة يزد.

## فهرس
- جانين ودومينيك سورديل، القاموس التاريخي للإسلام، إد. PUF، (ردمك 978-2-13-054536-1)، مقالة كاكوييدز، الصفحات من 452 إلى 453.
- بسوورث، ك. إ. (1968). "التاريخ السياسي والسلالي للعالم الإيراني (1000-1217م)". في Boyle، John Andrew (المحرر). The Cambridge History of Iran, Volume 5: The Saljuq and Mongol Periods. كامبردج: مطبعة جامعة كامبردج. ص. 1–202. ISBN:0-521-06936-X. {{استشهاد بكتاب}}: يحتوي الاستشهاد على وسيط غير معروف وفارغ: |chapterurl= (مساعدة)
- بسوورث، ك. إدموند (1983). "أبو كلجار قرشاشب الثاني". في Yarshater، Ehsan (المحرر). Encyclopædia Iranica, Volume I/3: Ablution, Islamic–Abū Manṣūr Heravı̄. London and New York: Routledge & Kegan Paul. ص. 328–329. ISBN:978-0-71009-092-8.
- بسوورث، ك. إدموند (2010). "الكاكويون". في Yarshater، Ehsan (المحرر). Encyclopædia Iranica, Volume XV/4: Kafir Kala–Ḵamsa of Jamāli. London and New York: Routledge & Kegan Paul. ص. 359–362. ISBN:978-1-934283-26-4.